# 埼玉県外国人学校一覧
埼玉県外国人学校一覧（さいたまけんがいこくじんがっこういちらん）とは埼玉県におけるインターナショナル・スクール（外国人学校）の一覧。

## 朝鮮学校

### さいたま市
- 埼玉朝鮮初中級学校・幼稚部

## ブラジル学校
- インスチツート・エドカショナル・TS・ヘクレアソン (Instituto Educacional TS Recreação)
- Escola Intercultural Unificada Arco Íris
- ティーエス学園

## カナディアン学校

### 所沢市
- コロンビアインターナショナルスクール(Columbia International School)